# Revolutionerna i Östeuropa 1989
Revolutionerna i Östeuropa 1989 var en serie händelser där många av de kommunistpartiregimer som styrt flera östeuropeiska länder sedan mitten-slutet av 1940-talet under andra halvan av 1989 tvingades lämna ifrån sig makten, efter en serie folkliga protester.

## Historik
Protesterna började tidigare under året i Polen och spred sig till Ungern, där man den 2 maj samma år började riva ner det elektrifierade taggtrådsstängslet längsmed statsgränsen mot Österrike och fortsatte sedan till Östtyskland där man den 9 november det året rev Berlinmuren, nådde Tjeckoslovakien, i slutet av november med den så kallade Sammetsrevolutionen, spreds in i Bulgarien och avslutades i Rumänien strax före jul. Efter en serie protester blev landets dåvarande president Nicolae Ceaușescu och hans hustru Elena avrättade under juldagen. Revolutionerna blev en viktig del av avslutningen av det kalla kriget.